# 三体系列角色列表
三体系列角色列表，是介绍著名科幻作家刘慈欣著作《三体》系列小说及其衍生作品中的登场角色的列表。

## 三体Ⅰ

### 汪淼
三体Ⅰ主人公。国家科学院院士，进行纳米材料的研究。
2007年，发生了大量科学家在短期内自杀的事件，而自杀的科学家们都和一个名为“科学边界”的组织有联系，因此被邀请协助调查。自此便被卷入了一系列不寻常遭遇当中。
某天在摄影的时候目击了无法用科学解释的“幽灵倒计时”，陷入困惑的他拜访了通过“科学边界”组织认识的物理学家、同样从事纳米材料研究的申玉菲，并通过申玉菲得知了网络体感游戏“三体”的存在。汪淼进入了三体游戏中，通过不断的尝试最终通关，得到了地球三体组织聚会的资格。然后更发现了地球三体组织的统帅身份。
在从统帅口中得知关于三体文明的一些信息后，他连同警察史强，在巴拿马运河的“古筝行动”中利用纳米材料“飞刃”摧毁了地球三体组织的大本营——“审判日号”巨轮。
《三體II：黑暗森林》中史強有向羅輯稍微提到過汪淼的結局：「史強笑着搖搖頭：『你讓我想起二百多年前遇到的一個知識分子，也是你這熊樣，一大早坐在王府井教堂前面哭⋯⋯但他後來挺好的，我甦醒後查了查，活到快一百歲了。』」

### 叶文洁
清华大学物理系天体物理专业教授，2004年退休。杨冬的母亲。
真实身份是地球三体组织的幕后统帅。
1947年6月出生，天体物理学研究生。父亲叶哲泰、母亲邵琳为清华大学物理学教授，有一个妹妹叶文雪（死于文革武斗）。1965-1968年，叶文洁攻读天体物理专业研究生期间，于《天体物理学》发表论文《太阳辐射层内可能存在的能量界面和其反射特性》。1967年，她亲眼目睹父亲在文革批斗中被红卫兵打死。之后被下放到大兴安岭在内蒙古生产建设兵团参与劳动，因为阅读了《寂静的春天》而被兵团《大生产报》的记者白沐霖陷害，但因其专业领域的背景而得以免于处罚，并在与杨卫宁和雷志成的斡旋下进入“红岸基地”。
在红岸基地，叶文洁得知此处正在进行一个寻找外星文明的绝密项目。1971年，她无意中发现太阳具有对电波的增益反射功能，于是她通过太阳向外太空发送了信号。此信号被三体文明的一个联络员截获并发送回信，回信内容警告地球人不要回信以免被三体人发现。该回信在1979年到达地球并被叶文洁再次获取。此时对人类已感绝望的她，渴望外星的先进文明来改造人类，于是不顾警告再次向三体文明发送信号。此举直接导致三体文明确定地球的位置并派出殖民舰队向地球进发。
在她第一次向外太空发送信号后不久与杨卫宁结婚，收到回信后发现自己怀孕。然而三体文明的回信被雷志成得知，为了保守秘密，她决定将雷志成暗中灭口，为了不错过杀雷志成的最佳时机，甚至杀死了自己的丈夫。1979年，叶文洁诞下遗腹女儿杨冬。1982年，叶哲泰平反，叶文洁离开红岸基地，回到清华大学任教。同年，叶文洁遇到伊文斯。1984年，叶文洁约见使叶哲泰被批斗致死的三名幸存红卫兵，但无人忏悔。1985年，伊文斯继承四十五亿美元遗产，并独自返回中国继续植树。但是树木遭当地村民非法砍伐，他向一面之缘的叶文洁写信求助。叶文洁看望了伊文斯，并告知其联系三体世界的情况。伊文斯离开中国后，启动了第二红岸工程和“审判日”号建造。第二红岸基地“审判日”号建成后，伊文斯收到三体世界的信息。他邀请叶文洁来到“审判日”号，地球三体运动诞生，其成员推举叶文洁为最高统帅。她不处理组织内部事务，只是一名精神领袖。
叶文洁在赶赴ETO“最后的聚会”时于杨冬墓前偶遇罗辑，告诉罗辑宇宙社会学基本定理和引入名词，启发了罗辑去探索宇宙的黑暗森林状态的真相。这也成为罗辑被屡次遭到ETO暗杀的原因。
叶文洁在ETO聚会中被抓捕。最后因心脏病在雷达峰顶观日落时去世。

### 史强
退伍军人，曾在中越战争中参战。警察及反恐专家。行事粗鲁但胆大心细、不拘一格。被少将常伟思借入地球防务安全部参与常伟思主持的跨军警两界、有中情局成员等人参加的会议，和汪淼、丁仪一同调查科学家自杀的案件。
在剿灭三体组织总部行动中逮捕其统帅，但过程中受到超量核辐射，后因此患上白血病。
之后在会议上提出“古筝行动”的设想，最终在巴拿马运河上毁灭“审判日号”，协助得到三体文明与地球三体组织通讯的内容。后为治疗白血病而冬眠，等待新的治疗技术出现。
在《三體II:黑暗森林》中治疗白血病（以及肝脏疾病）成功，并从冬眠中苏醒，与罗辑和儿子史晓明前往地面生活，并协助罗辑开启执剑人计划。

### 叶哲泰
清华大学物理学教授，叶文洁之父。
1967年文革时，叶哲泰因在基础课中加入相对论内容、传播哥本哈根解释、大爆炸理论等原因而被批斗，最后被唐红静等四名清华附中的初二女学生用皮带活活打死。
1982年，叶哲泰平反。

### 绍琳
清华大学物理学教授，叶文洁之母。其父在爱因斯坦来华时是接待陪同者之一，与爱因斯坦有过一次简短交流。文革时参与揭发及批斗丈夫叶哲泰。在叶哲泰被批斗致死后精神失常，恢复后积极参与文化大革命。
丈夫惨死后，绍琳看准时机和一位教育部高级干部结了婚，之后该高干升到了副部级，而绍琳则成为另一所大学的副校长。

### 杨卫宁
红岸基地的总工程师，叶文洁的丈夫，曾是叶文洁父亲叶哲泰的一名研究生。
1969年，将受到陷害的叶文洁救出并带到红岸基地，安排她在那里进行研究工作。后与叶文洁结婚。
1979年，雷志成发现了三体文明秘密后，叶文洁打算杀掉雷志成灭口的时候被牵连，和雷志成一同跌落崖底。同年，其女杨冬出生。

### 杨冬
物理学家，叶文洁和杨卫宁的女儿，丁仪的女友。1979年出生。从小就表现出对抽象思想的极大兴趣。
2007年因智子对加速器的干扰而对物理学产生绝望情绪，留下“物理学从来就没有存在过”的遗书后自杀。

### 丁仪
物理学家，杨冬的男友，为人不修边幅，爱喝酒，但又非常有才能，在物理学上有超过常人的天才。曾在对球状闪电的研究中发现宏原子以及宏聚变而闻名于世。
因杨冬的死而意志消沉，并察觉到杨冬之死背后的不寻常。
后来参与了对抗地球三体组织的“古筝行动”。
在《三体II·黑暗森林》中参与捕捉水滴的行动，在水滴尾焰的高温中被气化。

### 雷志成
红岸基地的政委，天体物理专业出身，属于文革中少有的知识分子政委。
对杨卫宁将叶文洁带入红岸基地持保留态度，并在红岸基地中最大限度地限制叶文洁的活动和研究范围。在接触三体文明后来想通过利用叶文洁的研究论文当成自己的研究成果，积累在政治上往上爬的资本。
在叶文洁截留来自三体文明的回信时，他通过安装在后台的监听程序得知了叶文洁的行为，因此被叶文洁灭口。

### 常伟思
中国人民解放军太空军中将。古筝行动的策划者，史强在军队中时曾是史强的领导，对史强极度信任。

### 申玉菲
日籍华裔物理学家，“科学边界”成员。
真实身份是地球三体组织成员，属于“拯救派（主张帮助三体文明脱离苦难）”。通过科学边界与同是研究纳米材料的汪淼认识，并引导汪淼目击“幽灵倒计时”及介绍汪淼进入三体游戏，企图借此说服汪淼停止纳米材料的研究。
后因为三体组织内部惧怕她推算出三体运动的完整数学模型，被伊文斯命令潘寒杀死。

### 魏成
申玉菲的丈夫，研究“三体问题”的数学天才。

### 潘寒
生物学家，“科学边界”著名成员之一。曾作出几个事后均成真的科学预言（根据书中的暗示，预言成真是地球三体组织的力量推动的），造成了轰动。因此其社会思想也日益具有影响力。他组织了名为“中华田园”的社会团体，该团体的生活资料全部来自于城市垃圾。“中华田园”十分受欢迎，成员数量众多。
真实身份是地球三体组织成员，属于“降临派”（主张三体文明消灭地球文明）的激进分子。接待了通关了三体游戏的汪淼等人并带他们参加了三体组织的聚会。
因杀死申玉菲一事违反纪律，在三体组织聚会上被处死。

### 麦克·伊文斯
地球三体组织的实际缔造者。父亲是富翁。
“物种共产主义”者。在中国西北与回大学任教后到此进行课题研究的叶文洁相识。伊文斯对人类为了私欲而不顾一切破坏环境的行为深恶痛绝，因此叶文洁将有关三体文明的一切告诉他。伊文斯在证实了三体文明的存在后，以自己继承的庞大财产建立起地球三体组织，并邀请叶文洁担任地球三体组织的最高统帅。
在地球三体组织中，主要由他负责和三体文明进行对话。
最终在“古筝行动”中被“飞刃”切割死亡。

## 三体Ⅱ：黑暗森林

### 罗辑
《三体II：黑暗森林》的男主和《三体Ⅲ死神永生》重要角色，面壁者，天文学家，社会学家，第一代执剑人。清华大学教授，在祭拜同事杨冬的时候偶然得到杨冬之母同时也是ETO统帅的叶文洁建议创立宇宙社会学，结果被ETO追杀，还因此被联合国选为面壁者。后通过叶文洁的提示“猜疑链”和“技术爆炸”推断出宇宙的黑暗森林状态，以雪地计划为掩护建立环太阳核弹链威慑系统（摇篮系统），通过黑暗森林威慑迫使三体人接受地球人的条件，开创了威慑纪元，成为第一位执剑人，维持了地球和三体62年的和平。在《三体Ⅲ：死神永生》威慑系统被摧毁后担任地球文明博物馆委员会主席，主持地球文明博物馆建设和运营的有关工作。在太阳系被二维化时选择留在冥王星上同地球文明博物馆一同二维化，成为地球文明的守墓人。

### 弗雷德里克·泰勒
弗雷德里克·泰勒是面壁计划所指定的四位面壁者中的第一位。担任面壁者前是美国国防部长，因在书中提出“发达国家发展军事科技实则是不断提升小国军事影响力”这一观点而为人们所熟知。他在面壁计划中提出要建立一支以球状闪电与宏原子核聚变为主要武器的太空部队。由于他称操作这类武器的士兵有很大的牺牲风险，且这项操作因智子的技术封锁也无法用计算机实现，他拜访了日本神风特攻队纪念馆、会见了“基地”组织创始人，并在中国的军队政委章北海，尝试寻找建立拥有自我牺牲军队的可能性。这一切在破壁者一号的破壁下被证明都是表象。泰勒的实际目标是让太空军中有一支拥有自我牺牲精神的部队，再用球状闪电与宏原子核聚变为武器将这支部队的士兵全部化为量子态，之后借助士兵们的自我牺牲精神，让他们在量子态下继续为人类而战。他认为量子态下的士兵是无敌的，不会再次被杀死。在被破壁之后，泰勒便一蹶不振，并对面壁者完全无法摆脱的变态职责感到绝望，最后在危机纪元8年拜访罗辑后自杀。

### 曼努尔·雷迪亚兹
面壁人，担任面壁人前是委内瑞拉总统。在面壁计划启动后，雷迪亚兹被选为面壁者。他对核武器表现出了一种近乎疯狂的痴迷，开始试图制造大量恒星型氢弹。亿吨级当量的核武器尽管在当时还没有诞生，雷迪亚兹的计划也遭到嘲讽，但在他的要求下氢弹还是试爆成功。在开车出试验场从车上走下的那一刻，他却患上了恐日症，从此只能佩戴墨镜。雷迪亚兹却还对外宣称将在水星上建立军事基地而将大量氢弹在水星上引爆来炸出凹坑。一度成功制造出了他将依托水星进行防御的假象。危机纪元23年，面壁者雷迪亚兹被破壁人二号破壁，其真实战略意图是引爆恒星级氢弹使水星减速坠入太阳，从而引发连锁反应毁灭地球，让三体舰队无路可走以此威胁三体文明。在纽约利用伪装的“摇篮”系统逃脱，后死于国内人民的怒火中，在玻利瓦尔广场的铜像下被民众的乱石砸死。

### 比尔·希恩斯
面壁人，英国脑科学家，政治家，“思想钢印”机器创造者之一，同时也是唯一一位因同一项发现同时获得两个不同学科的诺贝尔奖提名的科学家，与作为脑科学家，其妻子兼破壁人的山杉惠子合作发现大脑的思维和记忆活动是在量子层面上进行的。担任过一届欧盟主席。后成为面壁计划中的第三位面壁者。真实的战略意图是研究思想钢印并向人类植入绝对失败主义的理念，让人类尽快逃离太阳系以避免与三体人的正面接触。最终结局是苏醒之后被撤销面壁者身份，成为罗辑和联合国行星防御理事会之间的联络人。随后被身为破壁人的妻子揭露了真实意图，他也坦言思想钢印并不止一台，其中的一些或许能保存到现在。这件事直接导致了太空舰队对钢印族的清查，使章北海苏醒并得到“自然选择”号控制权。之后和乔纳森负责与罗辑的联络。

### 章北海
航母“唐”号前任政委，原服役于中国人民解放军海军。后服役于中国太空军，任“自然选择”号战舰执行舰长。
危机纪元之前，章北海是中国最新航母“唐”号的政委，与舰长吴岳是搭档。危机纪元之后，“唐”号航空母舰工程被终止，章北海和吴岳则被调任到常伟思将军带领的中国太空军中。
章北海的父亲既是他的上级，也是他的导师，他的未来史学派观点深刻影响了章北海。临死前在病床上的几句“要多想”，成为了章北海行动的准则，从此以后，章北海就开始殚精竭虑地谋划自己的逃亡计划。
在太空军的工作会议中，章北海点名批评了自己的前搭档吴岳的“失败主义”情结，并指出“失败主义”正在整个部队蔓延。这对吴岳的辞职产生了推动影响。随后，章北海坚持选择了高技术战略研究室作为自己的工作（高技术层次：飞船的速度达到第三宇宙速度的1000倍左右，即16000公里／秒，光速的百分之五；飞船具有完全生态循环能力。在这种情况下，飞船的作战航行范围将扩展至奥尔特星云，初步具备恒星际航行能力）。此后，他向高层提议一项名为“增援未来”的计划，即让部分人才冬眠，让他们在未来苏醒，支援太空军的建设工作。
不久后，在一次体验空天飞机的过程中，章北海认识了富有远见的科学家丁仪，从负责可控核聚变研究的丁仪那里得知工质推进飞船和无工质辐射驱动飞船之争，随后产生了暗杀工质推进飞船派高层人物的想法。章北海购买了三块陨石制作了陨石子弹，在太空暗杀了支持工质推进飞船的几名高层领导，并通过陨石易碎的性质将暗杀伪装成了一起陨石雨造成的事故。此次事件最终推动无工质辐射驱动飞船成功成为了最终选择。这一事件引起了三体人和ETO的注意，但最终因为他们认为章北海这种极端顽固的抵抗主义者和胜利主义者毫无威胁而没有继续关注。
最终，尽管常伟思极力阻止章北海，但迫于上级命令，章北海仍被选为增援未来计划的参与人员，进入了冬眠。
在末日战役前夕，章北海被唤醒，为了应对思想钢印的威胁，舰队国际任命章北海等冬眠军人为执行舰长，这使得章北海从"自然选择"号飞船的舰长东方延绪手中获得了飞船的管理权限，接着，章北海挟持自然选择号，向着早就确立好的目标天鹅座NH558J2恒星，开始了逃亡之旅。自此，章北海的身上的谜题全部展露，他是一个伪装成胜利主义者的逃亡主义者。他带着飞船逃亡，为了给人类留下一颗火种。
得到东方延绪的“不减速、不返航”保证后，章北海交还了舰长权限。但在接下来发生的末日战役中，水滴摧毁了几乎所有地球舰队的飞船。人类剩余的追击舰队（“亚洲舰队‘蓝色空间’号”，“北美舰队‘企业’号”，“亚洲舰队‘深空’号”，“欧洲舰队‘终极规律’号”）以及“自然选择”号本身的全体成员都决定接受章北海的指挥。组成了有别于“地球国际”和“舰队国际”的“星舰国际”。
在接下来的航行中，逃亡的舰队渐渐发现了物资不足的问题。在外太空中，找到补给几乎是不可能的事，而返航的路则早已被毁灭太阳系舰队的水滴封死。逃亡者们发现，他们所有的物资只够供养一艘战舰到达目标恒星。随后，逃亡舰队之间爆发了争夺资源的黑暗战役。
在黑暗战役中，章北海准备发动攻击，结果遭到“终极规律”号的先手袭击。章北海及“自然选择”号全体成员都被“终极规律”号用次声波氢弹杀死，但舰体和物资得到保留。其他的战舰的内部人员也被次声波氢弹全部杀死。而“蓝色空间”号因为提前抽空了舰中的空气，幸免于“终极规律”号的次声波氢弹，随后进行反击，使用γ射线激光摧毁了“终极规律”号，成为最终赢家。在为死难者举办了葬礼后，“蓝色空间”号携带着其他战舰的物资开始了自己的逃亡。

### 东方延绪
太空军亚洲舰队军人，“自然选择”号舰长。因为在低重力环境中长大而显得身材高挑。她为了让章北海能够识别逃亡行为教会了章北海如何操作太空战舰进入最高加速状态并逃亡。最后死于黑暗战役中来自“终极规律”号的次声波氢弹。

### 山杉惠子
科学家，比尔·希恩斯的妻子与破壁人，“思想钢印”机器创造者之一。在终止面壁者使命的大会上揭露了希恩思的“思想钢印”的真是面目。最后在纽约联合国总部大楼默思室的大铁矿石上剖腹自杀。

### 庄颜
罗辑的妻子。最开始存在于罗辑的幻想中，后由罗辑通过面壁者特权在现实生活中找到。
罗辑在与之谈恋爱时，预言了两个世纪后的第二次启蒙运动，第二次文艺复兴，第二次法国大革命等事件。
后来，由于罗辑无心从事面壁者工作且沉迷享乐，PDC认为庄颜不是计划的一部分，将庄颜“没收”，送去冬眠至末日之战。
危机纪元205年，罗辑苏醒。在随后召开的最后一届面壁计划会议中，联合国通过了舰队国际递交的647号提案，宣布面壁计划中止，罗辑恢复普通公民身份。在联合国明确许可下，罗辑打算安定下来以后，苏醒庄颜与女儿。
在187J3X1被发现摧毁后，罗辑恢复面壁者身份。联合国以庄颜母女的苏醒来要挟罗辑，迫使他认真工作。
威慑纪元5年，庄颜和女儿与罗辑在华北引力波天线附近游玩，罗辑与1379号监听员通过智子展开了著名的关于“爱”的谈话。
威慑纪元约7年，庄颜带着孩子离开了罗辑，下落不明，原因众说纷纭，但可以知晓的是庄颜和孩子应该在某个地方过着普通人的生活。

## 三体Ⅲ：死神永生

### 程心
出生于公元世纪，是本书主角。危机初年是航天发动机专业博士，毕业后进入为新一代长征火箭研制发动机的课题组，之后自愿被抽调进入行星防御理事会战略情报局（简称PIA），在PIA第一次全体会议中提出了阶梯计划，该计划由于飞行器故障失败，程心随后冬眠。在威慑纪元冬眠苏醒后成为第二任执剑人，但她在三体世界开始打击后没有启动广播。在广播纪元和云天明见面，使人类获得许多情报。在威慑纪元创立了星环公司，掩体纪元初期把星环公司的控制权交给托马斯·维德以便后者研制曲率驱动飞船。掩体纪元后期冬眠苏醒后说服维德放弃对太阳系联邦的抵抗。太阳系二维化打击开始后乘坐搭载了星环公司研制出的可以达到光速的曲率驱动引擎的星环号飞船逃出太阳系，成为地球文明幸存者之一。

### 云天明
程心的大学同学，一直暗恋着程心，在危机纪元初花三百万人民币买下了DX3906恒星系并送给程心。阶梯计划中，他的大脑被发送向三体舰队，但是搭载其大脑的飞行器出现故障失踪，之后被人类淡忘，但是该飞行器被三体第一舰队成功捕获，三体第一舰队通过他大脑克隆了他的身体。广播纪元中，他在与程心的会面时利用提前准备的三个童话故事，透露了大量有关黑暗森林的信息，催生了掩体计划、黑域计划和曲率驱动引擎的研制。程心和艾AA逃出太阳系来到DX3906星系后，云天明也赶去与程心相见，但该恒星系的死线被不明原因触发，使得DX3906的恒星系陷入低光速黑域。之后，他与艾AA度过了一生。

### 艾AA
威慑纪元时期的地球博士生，采用新的方法观测到DX3906拥有两颗行星。在程心冬眠苏醒后成为程心的伙伴、好友和合伙人，实际管理星环公司。太阳系二维化时与程心一起逃离太阳系，成为地球文明幸存者。在恒星DX3906陷入低光速黑洞后，她与云天明度过了一生，并且在石头上留下了遗言。

### 托马斯·维德
危机纪元初担任PIA局长，在威慑纪元从冬眠苏醒后发觉了威慑纪元人类脆弱和幼稚的特点，试图刺杀最有可能成为第二任执剑人程心以防止地球遭受三体打击后无所作为，没有成功而入狱。掩体纪元初，他说服了程心从而掌管星环公司，进行光速飞船研究。研究取得突破后，他组织私人武装在木星背后的星环城内与政府对抗。程心决定向政府投降后，维德遵守了约定听从程心放弃抵抗的命令，被捕并被在万分之一秒内汽化。他为达目的会不择手段，以“前进！前进！！不择手段地前进！！！”为座右铭。

### 关一帆
危机纪元人，地球星际飞船“万有引力”号的研究员，住在“万有引力”号尾部研究宇宙科学。在“万有引力”号被“蓝色空间”号控制后跟随褚岩进入了四维空间，发现并研究了四维空间内被称为“魔戒”的遗迹。太阳系二维化之后知晓了程心的行踪，来到DX3906星系。在DX3906上与程心一起陷入低光速黑洞，并陪伴程心至最后。大宇宙即将重启时，与程心和智子搭乘小飞船逃离小宇宙。

### 智子
原来是三体人制造的微观粒子探测器，威慑纪元中三体世界和人类共同制造了一台当时最先进的仿生机器人，由三体人控制，成为三体世界在地球的代言人，外形为日本女性。威慑后纪元期间组织强迫人类迁移，广播纪元之初逃离地球。最后在三体世界制造的647号宇宙出现并为程心和关一帆服务。

### 狄奥伦娜
十五世纪人，拜占庭帝国中的一个妓女，偶然接触到高维碎片，希望利用四维空间帮助君士坦丁除掉奥斯曼帝国的首领以成为圣女，后因为高维碎片离开了地球而失败被杀。

### 米哈伊尔·瓦季姆
危机纪元初期担任刚刚组建的行星防御理事会战略情报局（PIA）技术规划中心主任，参与了阶梯计划的可行性讨论与制定。

### 毕云峰
公元纪元人，曾是当时世界最大的粒子加速器设计师之一。通过冬眠来到威慑纪元，参与竞选第二任执剑人，在得知维德企图暗杀程心后报警。他意识到了程心不会启动广播，希望劝说后者放弃竞选。掩体纪元中被托马斯·维德招募。

### 曹彬
公元纪元人，曾是物理学家。通过冬眠来到威慑纪元，参与竞选第二任执剑人，同样意识到了程心不会启动广播。掩体纪元中也被托马斯·维德招募。

### 韦斯特
万有引力号上的心理医生，曾接待过许多见到四维碎片却以为是幻觉的人。在关一帆发现“魔戒”后加入了探险队研究“魔戒”。

### 褚岩
“蓝色空间”号上的船长，男，末日战争时年43岁，任亚洲舰队恒星级战舰“蓝色空间”号的舰长，是一位学者型军人。在章北海率领“自然选择”号逃亡时，他是唯一一名主动要求出航追击的舰长。褚岩在黑暗战役爆发前命令将舰体内部抽为真空，黑暗战役爆发时，在“终极规律”号的攻击中免于覆灭，随后使用γ射线激光反击摧毁终极规律号，最终在黑暗战役中幸存。
由于威慑系统的建立，人类与三体世界短暂和平相处。人类在三体世界的帮助下掌握了引力波发射系统并将其安装在威慑纪元的第一艘恒星级战舰“万有引力”号上。由于技术的成熟，人类决定追回逃亡的“蓝色空间”号并将此任交予“万有引力”号。
经过半个多世纪的追逐，“万有引力”号已经接近了“蓝色空间”号。褚岩与“万有引力”号高层谈判失败，决定继续逃亡。恰巧“蓝色空间”号上的科学家发现了空间翘曲点。此时地球威慑系统失效，水滴攻击“万有引力”号和“蓝色空间”号。
“蓝色空间”号的陆战队员利用空间曲翘点成功摧毁水滴并在褚岩的授权下成功占领并控制“万有引力”号。之后，褚岩将两舰人员召集起来，举行了全民公决，利用引力波发射系统将两个世界的坐标广播（导致三体世界被光粒摧毁）。之后，两艘战舰的科学家联合研究，发现并进入四维空间碎片。在这里，人类首次发现高维文明。为研究四维碎片内的魔戒文明，关一帆博士、卓文上尉、韦斯特医生三人组成探险队，对魔戒进行抵近侦察。在考察中，关一帆与魔戒文明的自称“墓地”的智能计算机类似系统进行了对话，在对话中，墓地证实了黑暗森林理论，后来由于四维空间在向三维跌落，跌落过程中产生大量微陨石对战舰安全产生了威胁，随后褚岩下令中止考察，令三人迅速返回舰中。随后，战舰退出了四维碎块，战舰退出四维碎块约20天后，墓地毁灭于四维空间向三维的跌落。跌落过程中形成大量氢和氦，褚岩下令搜集氢和氦以补充飞船燃料。做完这一切后，褚岩率领两舰继续朝目标星系前进。